# Kofi Annan
Kofi Annan (Kumasi, Gana, 8. travnja 1938. — Bern, 18. kolovoza 2018.), bio je ganski diplomat, bivši glavni tajnik Ujedinjenih naroda.
Annan je svoju karijeru započeo godine 1962. u Svjetskoj zdravstvenoj organizaciji. Od 1972. do 1974. godine bio je direktor turizma u Gani. Od godine 1987. držao je neke od najvažnijih položaja u UN-u, uključujući mjesto pomoćnika glavnog tajnika. U 1990-ima je bio zadužen za mirovne operacije, a od listopada 1995. bio je posebni izaslanik UN-a za bivšu Jugoslaviju.
U to vrijeme Annan je uživao veliku podršku američke administracije Billa Clintona, nezadovoljne dotadašnjim glavnim tajnikom UN-a Boutrosom Boutrosom Ghalijem i njegovom inzistiranju na proceduri prilikom američke vojne intervencije u bivšoj Jugoslaviji. Uz američki diplomatski pritisak, Vijeće sigurnosti UN-a je 13. prosinca 1996. imenovalo Annana glavnim tajnikom. Mandat mu je obnovljen godine 2002. 
U posljednjih nekoliko godina Annan je došao u sukob s novom američkom administracijom Georgea W. Busha jer je izrazio protivljenje napadu na Irak. Nakon nekog vremena Organizacija UN došla je pod žestoki udar kritika zbog nesposobnosti, korupcije, seksualnog zlostavljanja te pronevjere sredstava iz iračkog programa "nafta za hranu", u što je navodno umiješan i Annanov sin Kojo.